# (73352) 2002 JM134
(73352) 2002 JM134 – planetoida z pasa głównego asteroid okrążająca Słońce w ciągu 3,72 lat w średniej odległości 2,4 j.a. Odkryta 9 maja 2002 roku.